# 에르빈 슈타인
에르빈 슈타인(독일어: Erwin Stein, 1885년 11월 7일 ~ 1958년 7월 19일)은 오스트리아의 음악가이자 작가로, 1906년에서 1910년 사이에 쇤베르크의 제자이자 친구로 유명하다.